# Le Devoir (quotidiano)
Le Devoir è un quotidiano canadese in lingua francese fondato a Montréal nel 1910. 
La sua linea editoriale è di centro-sinistra e indipendentista, ma allo stesso tempo dà voce a diverse tendenze politiche. È riconosciuto per la qualità delle sue analisi.
Le Devoir è di proprietà di una fondazione indipendente ed è sostenuto da un'associazione, Les Amis du Devoir, che riunisce lettori, redazione e finanziatori.
Insieme a La Presse, Le Journal de Montreal e Le Soleil, è uno dei principali quotidiani in lingua francese del Québec.

## Storia

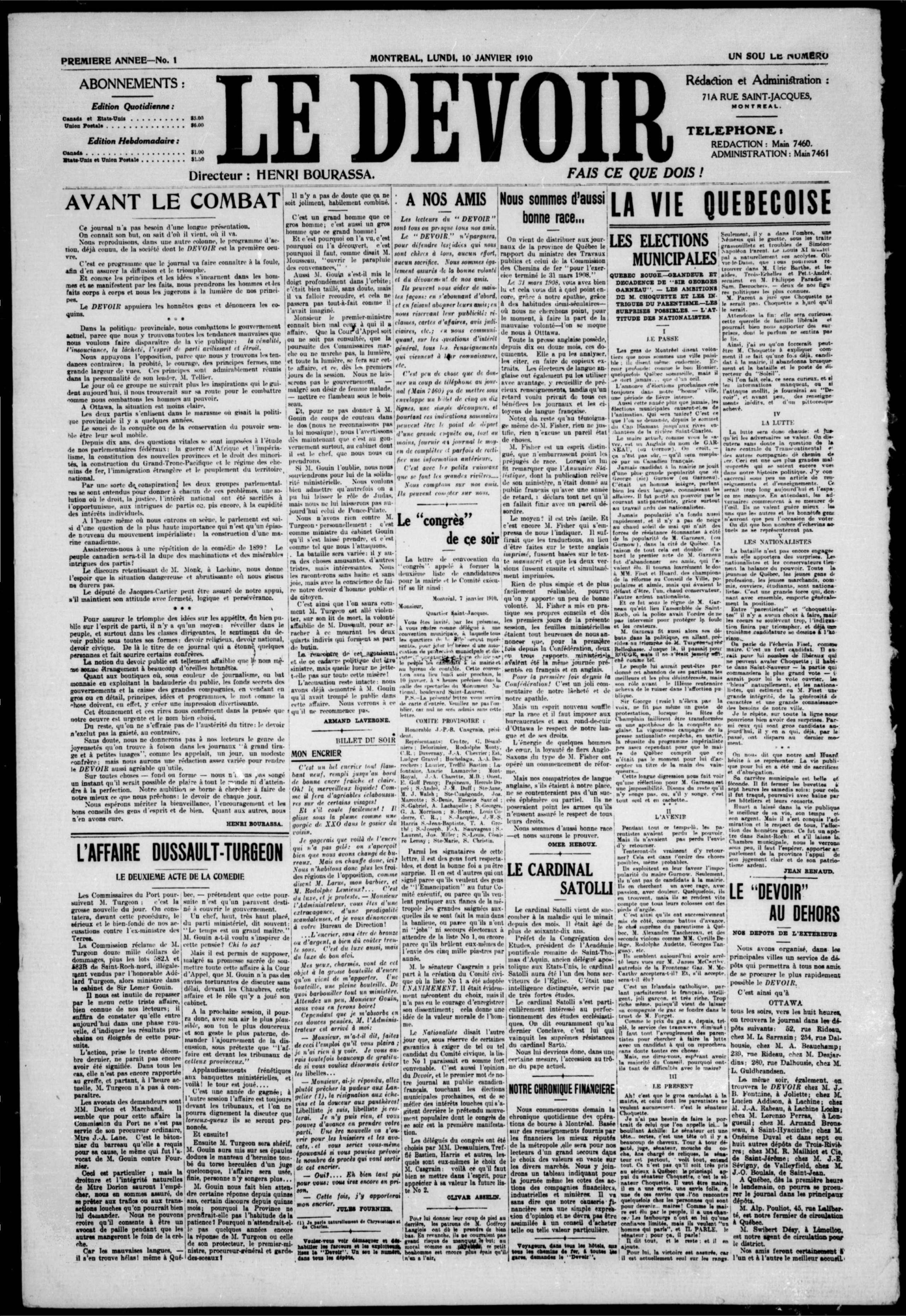
La prima pagina del primo numero de Le Devoir.

Il giornale fu fondato il 10 gennaio 1910 da Henri Bourassa, come megafono dell'antimperialista Ligue nationaliste canadienne e per lottare per i diritti dei canadesi di lingua francese. Nella sua prima edizione, pubblicata il 10 gennaio 1910, Bourassa spiegava la missione del giornale: "Per assicurare il trionfo delle idee sugli appetiti, del bene pubblico sugli interessi di parte, non c'è che un mezzo: risvegliare nel popolo, e soprattutto nelle classi dirigenti, il senso del dovere pubblico in tutte le sue forme: dovere religioso, dovere nazionale, dovere civico".
Bourassa fu editore e direttore del giornale fino al 3 agosto 1932, quando fu sostituito da Georges Pelletier. Dopo la morte di Pelletier all'inizio del 1947, il ruolo di caporedattore passò a Gérard Filion, ex direttore de La Terre de chez nous. Sotto la direzione di Filion il giornale avrebbe pubblicato critiche molto controverse al governo di Maurice Duplessis. Claude Ryan, federalista, assunse la direzione nel 1964, seguito da Jean-Louis Roy nel 1980 e da Benoit Lauzière nel 1986. Nel 1990, Lise Bissonnette, succeduta a Lauzière, impose alla testata una linea editoriale sovranista. Bissonette avrebbe continuato a ricoprire il suo incarico fino al 1998. L'anno successivo fu nominato direttore de Le Devoir Bernard Descôteaux.

## Archivio
Gli archivi de Le Devoir sono conservati presso il centro BAnQ Vieux-Montréal della Bibliothèque et Archives nationales du Québec.